# 茲德溫斯克區

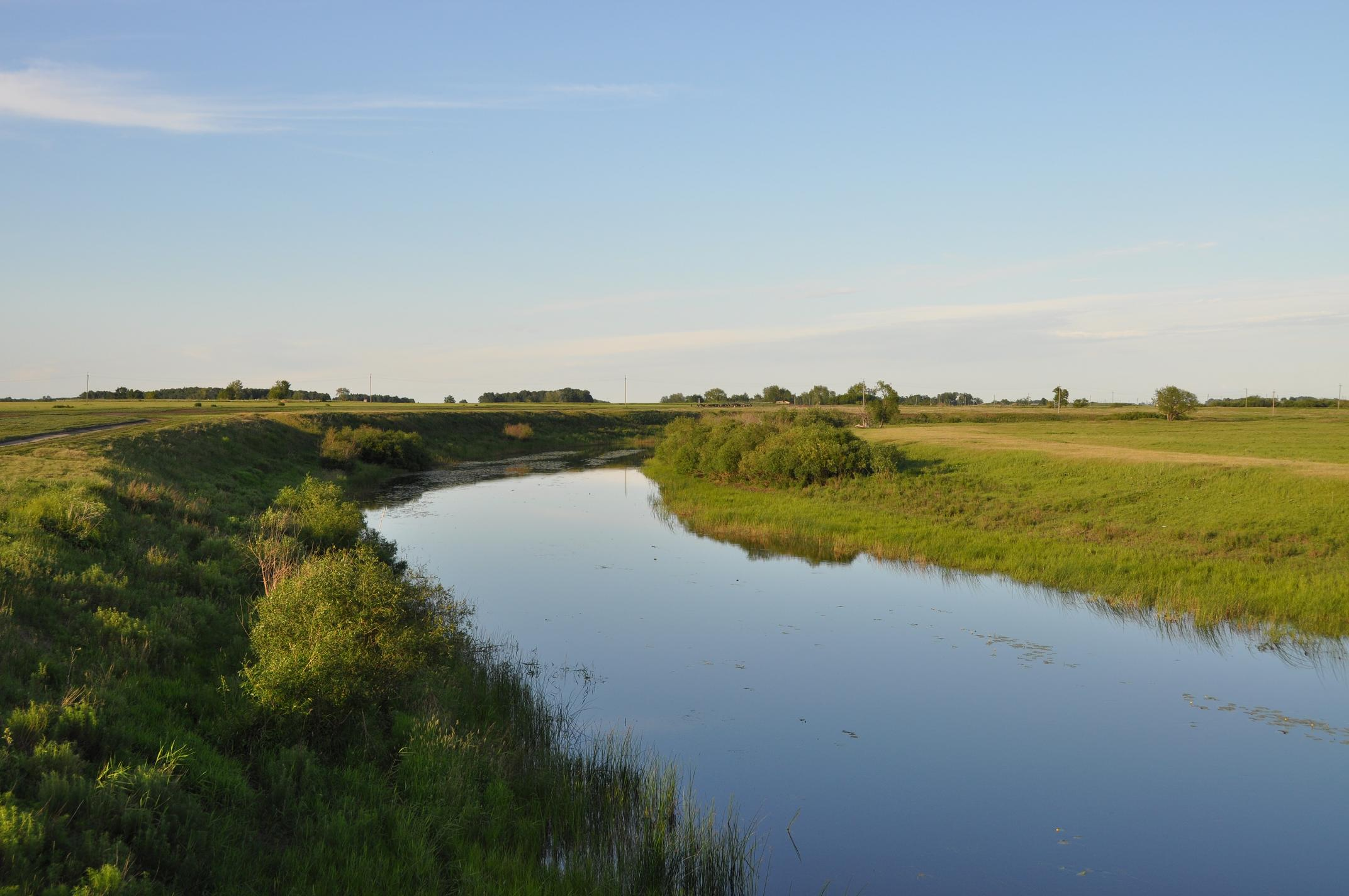

54°42′N 78°40′E / 54.700°N 78.667°E
茲德溫斯克區（俄语：Здвинский район），是俄羅斯的一個區，位於該國南部，由新西伯利亞州負責管轄，面積4,943平方公里，2010年人口16,636，人口密度每平方公里3.37人。